# Saîf-Eddine Khaoui
Saîf-Eddine Khaoui (Lyon, 27 april 1995) is een Frans-Tunesisch voetballer die doorgaans speelt als middenvelder. In juli 2025 verruilde hij Macarthur voor Red Star. Khaoui maakte in 2018 zijn debuut in het Tunesisch voetbalelftal.

## Clubcarrière
Khaoui speelde in de jeugd van Tours. Bij die club werd hij in 2014 doorgeschoven naar het eerste elftal. De middenvelder maakte zijn debuut in dat team op 14 februari van dat jaar, toen op bezoek bij Istres FC met 1–0 verloren werd. Khaoui kwam ruim een kwartier voor het einde van de wedstrijd het veld op als invaller. Het seizoen erna tekende de Franse Tunesiër voor zijn eerste doelpunt, op 13 februari 2015. In een thuiswedstrijd tegen Arles-Avignon viel hij na een uur spelen in toen Tours met 1–2 op achterstand stond. Veertien minuten later scoorde hij de 2–2, waar het ook bij zou blijven. In zijn eerste twee seizoenen kwam de middenvelder nog niet veel in actie, maar in het seizoen 2015/16 kwam hij wel meer aan bod.
In de zomer van 2016 verkaste Khaoui naar Olympique Marseille. Het seizoen 2017/18 bracht de middenvelder door op huurbasis bij Troyes AC. Khaoui werd medio 2018 voor de tweede maal verhuurd, aan SM Caen. Na zijn terugkeer uit Caen kwam hij in het seizoen 2019/20 tot zeven competitieduels en het jaar erop tot zeventien. In de zomer van 2021 verliet hij Olympique Marseille na het aflopen van zijn contract. Hierop tekende hij voor twee seizoenen bij Clermont Foot. In 2023 ging hij naar Khor Fakkan. Na zijn vertrek hier in juli 2024 moest hij tot februari 2025 wachten, toen hij een contract tekende bij Macarthur. Een half seizoen later keerde hij bij Red Star terug in Frankrijk.

## Clubstatistieken
| Seizoen | Club                | Competitie     | Competitie | Competitie | Beker | Beker | Internationaal | Internationaal | Totaal | Totaal |
| Seizoen | Club                | Competitie     | Wed.       | Dlp.       | Wed.  | Dlp.  | Wed.           | Dlp.           | Wed.   | Dlp.   |
| ------- | ------------------- | -------------- | ---------- | ---------- | ----- | ----- | -------------- | -------------- | ------ | ------ |
| 2013/14 | Tours               | Ligue 2        | 10         | 0          | 0     | 0     | —              | —              | 10     | 0      |
| 2014/15 | Tours               | Ligue 2        | 2          | 1          | 1     | 0     | —              | —              | 3      | 1      |
| 2015/16 | Tours               | Ligue 2        | 27         | 3          | 5     | 0     | —              | —              | 32     | 3      |
| 2016/17 | Olympique Marseille | Ligue 1        | 9          | 0          | 1     | 0     | 0              | 0              | 10     | 0      |
| 2017/18 | → Troyes AC         | Ligue 1        | 32         | 5          | 3     | 0     | —              | —              | 35     | 5      |
| 2018/19 | → SM Caen           | Ligue 1        | 25         | 3          | 4     | 3     | —              | —              | 29     | 6      |
| 2019/20 | Olympique Marseille | Ligue 1        | 7          | 0          | 4     | 0     | —              | —              | 11     | 0      |
| 2020/21 | Olympique Marseille | Ligue 1        | 17         | 2          | 2     | 0     | 0              | 0              | 19     | 2      |
| 2021/22 | Clermont Foot       | Ligue 1        | 23         | 1          | 1     | 1     | —              | —              | 24     | 2      |
| 2022/23 | Clermont Foot       | Ligue 1        | 34         | 7          | 0     | 0     | —              | —              | 34     | 7      |
| 2023/24 | Khor Fakkan         | UAE Pro League | 6          | 0          | 2     | 0     | —              | —              | 8      | 0      |
| 2025    | Macarthur           | A-League       | 5          | 0          | 0     | 0     | —              | —              | 5      | 0      |
| 2025/26 | Red Star            | Ligue 2        | 0          | 0          | 0     | 0     | —              | —              | 0      | 0      |
| Totaal  | Totaal              | Totaal         | 197        | 22         | 23    | 4     | 0              | 0              | 220    | 26     |

Bijgewerkt op 4 juli 2025.

## Interlandcarrière
Khaoui maakte zijn debuut in het Tunesisch voetbalelftal op 23 maart 2018, toen met 1–0 gewonnen werd van Iran door een eigen doelpunt van Milad Mohammadi. Khaoui mocht van bondscoach Nabil Maâloul in de basis starten en hij werd in de rust gewisseld ten faveure van Fakhreddine Ben Youssef. De andere debutanten dit duel waren Yohan Benalouane (Leicester City), Ellyes Skhiri (Montpellier) en Bassem Srarfi (OGC Nice). Khaoui werd in juni 2018 door Maâloul opgenomen in de selectie van Tunesië voor het wereldkampioenschap in Rusland. Op dit toernooi werd Tunesië al in de groepsfase uitgeschakeld. Van Engeland (1–2) en België (5–2) werd verloren, waarna Panama nog met 1–2 verslagen werd. Khaoui speelde tegen België negentig minuten mee.
| Interlands van Saîd-Eddine Khaoui voor Tunesië | Interlands van Saîd-Eddine Khaoui voor Tunesië | Interlands van Saîd-Eddine Khaoui voor Tunesië | Interlands van Saîd-Eddine Khaoui voor Tunesië | Interlands van Saîd-Eddine Khaoui voor Tunesië | Interlands van Saîd-Eddine Khaoui voor Tunesië | Interlands van Saîd-Eddine Khaoui voor Tunesië |
| №                                              | Datum                                          | Wedstrijd                                      | Uitslag                                        | Competitie                                     | Goals                                          |                                                |
| Als speler bij Troyes AC                       | Als speler bij Troyes AC                       | Als speler bij Troyes AC                       | Als speler bij Troyes AC                       | Als speler bij Troyes AC                       | Als speler bij Troyes AC                       | Als speler bij Troyes AC                       |
| ---------------------------------------------- | ---------------------------------------------- | ---------------------------------------------- | ---------------------------------------------- | ---------------------------------------------- | ---------------------------------------------- | ---------------------------------------------- |
| 1                                              | 23 maart 2018                                  | Tunesië – Iran                                 | 1 – 0                                          | Vriendschappelijk                              |                                                |                                                |
| 2                                              | 27 maart 2018                                  | Tunesië – Costa Rica                           | 1 – 0                                          | Vriendschappelijk                              |                                                |                                                |
| 3                                              | 28 mei 2018                                    | Portugal – Tunesië                             | 2 – 2                                          | Vriendschappelijk                              |                                                |                                                |
| 4                                              | 1 juni 2018                                    | Turkije – Tunesië                              | 2 – 2                                          | Vriendschappelijk                              |                                                |                                                |
| 5                                              | 9 juni 2018                                    | Spanje – Tunesië                               | 1 – 0                                          | Vriendschappelijk                              |                                                |                                                |
| 6                                              | 23 juni 2018                                   | België – Tunesië                               | 5 – 2                                          | WK 2018                                        |                                                |                                                |
| Als speler bij SM Caen                         |                                                |                                                |                                                |                                                |                                                |                                                |
| 7                                              | 13 oktober 2018                                | Tunesië – Niger                                | 1 – 0                                          | AK 2019 kwalificatie                           |                                                |                                                |
| 8                                              | 16 november 2018                               | Egypte – Tunesië                               | 3 – 2                                          | AK 2019 kwalificatie                           |                                                |                                                |
| 9                                              | 20 november 2018                               | Tunesië – Marokko                              | 0 – 1                                          | Vriendschappelijk                              |                                                |                                                |
| 10                                             | 22 maart 2019                                  | Tunesië – Swaziland                            | 4 – 0                                          | AK 2019 kwalificatie                           |                                                |                                                |
| 11                                             | 26 maart 2019                                  | Algerije – Tunesië                             | 1 – 0                                          | Vriendschappelijk                              |                                                |                                                |
| Als speler bij Olympique Marseille             |                                                |                                                |                                                |                                                |                                                |                                                |
| 12                                             | 12 oktober 2019                                | Tunesië – Kameroen                             | 0 – 0                                          | Vriendschappelijk                              |                                                |                                                |
| 13                                             | 15 november 2019                               | Tunesië – Libië                                | 4 – 1                                          | AK 2021 kwalificatie                           | 41', 52'                                       |                                                |
| 14                                             | 19 november 2019                               | Equatoriaal-Guinea – Tunesië                   | 0 – 1                                          | AK 2021 kwalificatie                           |                                                |                                                |
| 15                                             | 9 oktober 2020                                 | Tunesië – Soedan                               | 3 – 0                                          | Vriendschappelijk                              | 17'                                            |                                                |
| 16                                             | 13 november 2020                               | Tunesië – Tanzania                             | 1 – 0                                          | AK 2021 kwalificatie                           |                                                |                                                |
| 17                                             | 17 november 2020                               | Tanzania – Tunesië                             | 1 – 1                                          | AK 2021 kwalificatie                           | 11'                                            |                                                |
| 18                                             | 25 maart 2021                                  | Libië – Tunesië                                | 2 – 5                                          | AK 2021 kwalificatie                           |                                                |                                                |
| 19                                             | 28 maart 2021                                  | Tunesië – Equatoriaal-Guinea                   | 2 – 1                                          | AK 2021 kwalificatie                           |                                                |                                                |
| 20                                             | 11 juni 2021                                   | Tunesië – Algerije                             | 0 – 2                                          | Vriendschappelijk                              |                                                |                                                |
| Als speler bij Clermont Foot                   |                                                |                                                |                                                |                                                |                                                |                                                |
| 21                                             | 3 september 2021                               | Tunesië – Equatoriaal-Guinea                   | 3 – 0                                          | WK 2022 kwalificatie                           |                                                |                                                |
| 22                                             | 13 november 2021                               | Equatoriaal-Guinea – Tunesië                   | 1 – 0                                          | WK 2022 kwalificatie                           |                                                |                                                |
| 23                                             | 16 november 2021                               | Tunesië – Zambia                               | 3 – 1                                          | WK 2022 kwalificatie                           |                                                |                                                |
| 24                                             | 12 januari 2022                                | Tunesië – Mali                                 | 0 – 1                                          | AK 2021                                        |                                                |                                                |
| 25                                             | 16 januari 2022                                | Tunesië – Mauritanië                           | 4 – 0                                          | AK 2021                                        |                                                |                                                |
| 26                                             | 20 januari 2022                                | Gambia – Tunesië                               | 1 – 0                                          | AK 2021                                        |                                                |                                                |
| 27                                             | 22 september 2022                              | Tunesië – Comoren                              | 1 – 0                                          | Vriendschappelijk                              |                                                |                                                |

Bijgewerkt op 4 juli 2025.